# Światowy Tydzień Mózgu
Światowy Tydzień Mózgu, Tydzień Mózgu (ang. Brain Awareness Week) – święto mające na celu popularyzację wiedzy o mózgu i jego działaniu. Obchodzone 12-16 marca od 1996 pierwszy raz w Stanach Zjednoczonych (zapoczątkowane przez Dana Alliance for Brain Initiatives), a w Polsce od 1999 roku. Obchody są organizowane z inicjatywy Instytutu Nenckiego oraz wspierane przez Polskie Towarzystwo Badań Układu Nerwowego, Komitet Neurobiologii PAN i Stowarzyszenie na Rzecz Krzewienia Wiedzy o Mózgu DANA. Akcje edukacyjne odbywają się m.in. w Warszawie i Krakowie.